# Caragh Hamilton
Caragh Hamilton, nata Milligan (18 ottobre 1996), è una calciatrice nordirlandese, centrocampista del Glentoran e della nazionale nordirlandese.

## Carriera

### Nazionale
Ancora citata con il cognome da nubile, Milligan, viene convocata dal commissario tecnico Alfie Wylie in nazionale maggiore in occasione delle qualificazioni, nel gruppo 3, all'Europeo di Svezia 2013, debuttando giovanissima il 15 febbraio 2012, scendendo in campo da titolare nell'incontro pareggiato 2-2 con il Belgio, stabilendo il primato, imbattuto fino novembre 2022, della calciatrice più giovane ad aver indossato la maglia dell'Irlanda del Nord all'età di 15 anni e 121 giorni.

## Palmarès

### Club
- Campionato nordirlandese: 2

Glentoran: 2013, 2021
- Coppa dell'Irlanda del Nord femminile: 2

Glentoran: 2012, 2021
- County Antrim Cup: 1

Glentoran: 2021